# Abinadab (germà de David)
|  | Per a altres significats, vegeu «Abinadab». |

Segons l'Antic Testament, Abinadab —אֲבִינָדָב בן-ישי Abinadab ben Yishay en hebreu — era el segon fill del betlemita Jessè, de la tribu de Judà. Vivia a casa del seu pare juntament amb els seus nou germans. Un bon dia es va allotjar a casa seva el profeta Samuel, qui va beneir el seu germà petit David abans d'anar-se'n. Poc després, Abinadab i els seus germans Eliab i Ximà van ingressar a l'exèrcit que formava el rei Saül per lluitar contra els filisteus, que havien invadit Israel. Un dia de campanya rebé la visita del seu germà petit, David, qui en arribar al campament, va demanar autorització per enfrontar-se al gegant Goliat que atemoria els hebreus. Abinadab va presenciar atònit com David va derrotar el filisteu amb una fona i una pedra. Després ja no apareix més a la Bíblia.